# Leptochloa xerophila
Leptochloa xerophila är en gräsart som beskrevs av Paul M. Peterson och Emmet J. Judziewicz. Leptochloa xerophila ingår i släktet spretgräs, och familjen gräs. Inga underarter finns listade i Catalogue of Life.